# Чезіомаджоре
Чезіомаджоре (італ. Cesiomaggiore, вен. Žess) — муніципалітет в Італії, у регіоні Венето, провінція Беллуно.
Чезіомаджоре розташоване на відстані близько 470 км на північ від Рима, 80 км на північ від Венеції, 19 км на захід від Беллуно.
Населення — 4055 осіб (2014).
Щорічний фестиваль відбувається 16 лютого. Покровитель — Santa Giuliana.

## Демографія
Населення за роками:

Станом на 1 січня 2023 року в муніципалітеті офіційно проживав 161 іноземець з 30 країн, серед них 42 громадяни країн Євросоюзу та 18 громадян України.

## Сусідні муніципалітети
- Фельтре
- Гозальдо
- Лентіаї
- Меццано
- Сагрон-Міс
- Сан-Грегоріо-нелле-Альпі
- Санта-Джустіна
- Соспіроло
- Примієро-Сан-Мартіно-ді-Кастроцца